# Synagoga w Pfaffenhoffen
Synagoga w Pfaffenhoffen – synagoga wzniesiona w 1791 r. Zdewastowana w czasie II wojny światowej, obecnie odrestaurowana i otwarta dla zwiedzających. 

## Historia
Żydzi byli obecni w Pfaffenhoffen co najmniej od XIV wieku, jednak najwcześniejsze wzmianki o istnieniu gminy żydowskiej znajdują się w dokumentach z 1626 r. Wskazują one na względne spokojne funkcjonowanie gminy, ograniczone jednak przepisami dotyczącymi osiedlania się w mieście nowych obywateli narodowości żydowskiej. Każdy z nich musiał opłacić specjalny podatek, jak również uzyskać od gminy potwierdzenie prowadzenia moralnego trybu życia. Do 1683 r. Żydzi korzystali z budynków udostępnianych im przez wyznawców religii kalwińskiej. 
Pierwsza synagoga w Pfaffenhoffen powstała w 1683 r. po sporze Żydów z kalwińskim pastorem i w obliczu ciągłego wzrostu liczebnego gminy, który szedł w parze ze wzrostem znaczenia Żydów w mieście, np. w 1784 r. Zachariasz Meyer został przewodniczącym korporacji kupców z Pfaffenhoffen. W 1791 r. wzniesiona została nowa, większa synagoga, która mieściła równocześnie rytualną łaźnię, szkołę i przytułek. W 1808 r. stale żyło tam 136 Żydów. Liczba ta utrzymywała się na podobnym poziomie do I wojny światowej i następujących po niej masowych wyjazdów do dużych miast. Ostateczny kres gminie żydowskiej w Pfaffenhoffen przyniósł jednak dopiero Holokaust. Synagoga została w tym czasie zdewastowana, jej restaurację władze lokalne przeprowadziły w 1999 r. Jest to tym samym jedna z nielicznych tego typu budowli na terenie Alzacji, które powstały przed rewolucją francuską i przetrwały do dziś w stanie bliskim pierwotnemu. Obecnie w budynku nie odbywają się nabożeństwa, synagoga jest otwarta dla zwiedzających. 

## Architektura
Ze względu na prawne ograniczenia względem ludności żydowskiej we Francji, synagoga położona jest w szeregu domów, nie wyróżniając się spośród nich swoją architekturą. Sala modlitw położona jest na piętrze budynku i podzielona jest na część dla kobiet (mniejszą) i mężczyzn, oddzielone niskim podestem. 
We wnętrzu zachowany Aron ha-kodesz w stylu orientalnym, malowany na błękitno, z płaskorzeźbą dwóch lwów. Kolumny konstrukcji są zdobione motywem kiści winogron, pojawia się również motyw kwiatu lilii – symbolu francuskiej monarchii Burbonów. Poniżej postaci lwów widoczne są napisy w języku hebrajskim. Wnętrze oświetlane jest przez dziewięć okien, niektóre posiadają witraże. 